# 逆谷地湿原
逆谷地湿原（さかさやちしつげん）は、長野県飯綱高原の標高934mに位置する湿原である。面積約4ha。

## 地理
湿原は長野市と飯綱町との境に位置する。2000年3月には、長野県自然環境保全地域に指定されている。

## 特徴
世界中の湿原（泥炭地）の大部分は氷期が終わった約1万年前以降に形成されたといわれている。ところが逆谷地湿原では、1998年のボーリング調査によって飯縄火砕岩層上の窪みに13ｍ地下まで泥炭を主とした地層がたまっており、10万年も前から湿原だったことが判明した。最深部の泥炭層の厚みは約11mに達する。
逆谷地湿原は、飯綱高原では珍しく西方方向に流水する湿原で、逆谷地の名はこの湿原の水が山麓側でなく山体側流れ出すことに由来する。湿原の中央部には、ミズゴケをはじめとする湿原特有の植物が生育するとともに、トンボ類が豊富に生息している。また、湿地周辺には後期旧石器時代や縄文時代早期の遺跡が数カ所存在している。

## ボーリングコアの分析
ボーリングコアの分析から周囲環境の変遷が明らかにされた。
- 約3000年前

火入れをともなう人間活動が活発化。（草木の燃焼によって生じる微粉炭が検出された）
- BC900 - 600年頃

ソバ属の花粉が検出される事から、栽培が行われていた可能性がある。
- 西暦 500 - 800年頃

森林の顕著な減少。
- 西暦 1300年頃

森林破壊の極大化により湿原の乾燥化が進む。
- 西暦 1500 - 1700年頃

火入れが減少しアカマツや植林杉の森林が回復。